# Damernes Ridder, Dick Turpin
Damernes Ridder, Dick Turpin (originaltitel Dick Turpin) er en amerikansk stumfilm fra 1925 instrueret af John G. Blystone.

## Medvirkende
- Tom Mix som Dick Turpin
- Kathleen Myers som Alice Brookfield
- Philo McCullough som Churlton
- James Marcus
- Lucille Hutton som Sally
- Alan Hale som Tom King
- Bull Montana som Bully Boy
- Jack Herrick som Bristol Bully
- Fred Kohler som Taylor